# Linker Fernerkogel
Le Linker Fernerkogel est une montagne qui s’élève à 3 277 m d’altitude dans les Alpes de l'Ötztal, en Autriche.